# Francisco Herrera León
Francisco Herrera León es un político mexicano, miembro del Partido Revolucionario Institucional, en el cual ocupó los cargos de presidente municipal, diputado federal, senador de la República, dirigente estatal del PRI en Tabasco y actualmente delegado federal de SAGARPA en su natal estado.
Es economista egresado de la Universidad Juárez Autónoma de Tabasco, ha ocupado los cargos de Director del Instituto de la Juventud y el Deporte del gobierno de Tabasco durante la gubernatura de Roberto Madrazo Pintado de 1995 a 1996, posteriormente destacando su trabajo como presidente municipal de Centla de 2000 a 2003 lo que lo condujo a ser diputado federal en la LIX Legislatura por el I Distrito Electoral Federal de Tabasco de 2003 a 2006 y posteriormente en el año 2006 fue elegido por primera minoría Senador por Tabasco para el periodo 2006–2012. En los años 2012-2013 Herrera León estuvo al frente en la Dirigencia Estatal del PRI en Tabasco. Como senador participó en numerosas reuniones internacionales acerca de la economía entre otros temas en lugares importantes como Roma y Estados Unidos. Actualmente es Delegado Federal de SAGARPA, cargo que asumió en junio de 2017.